# Michael Jackson: The Experience
Michael Jackson: The Experience is een computerspel over de overleden popster Michael Jackson.

## Geschiedenis
Volgens veel bronnen was Jackson zelf al van plan een nieuwe game op de markt te brengen. Na zijn overlijden zou dat echter veel meer geld opbrengen. De eerste versie op Nintendo DS en Wii verscheen op 23 november 2010. De versie met Xbox en PlayStation 3 verscheen later in april 2011. Het spel was na drie maanden al twee miljoen keer verkocht.

## Liedjes

### Wii
- Another Part of Me (Special Edition)
- Bad
- Beat it
- Billie Jean
- Black or White
- Dirty Diana
- Don't Stop 'Till You Get Enough
- Earth Song
- Ghosts
- Heal the World
- In the Closet
- Leave Me Alone
- Money
- Remember the Time
- Rock With You
- Smooth Criminal
- Speed Demon
- Streetwalker
- Sunset Driver
- Girl is Mine
- The Way you Make Me Feel
- They Don't Care About Us
- Thriller
- Wanna Be Startin' Something
- Who Is It
- Will You Be There
- Workin' Day and Night

### Xbox
Alle liedjes hierboven en:
- Blood On The Dancefloor
- Stranger in Moscow

## Versies
| Titel                           | uitgave          | verkrijbaar op                               |
| ------------------------------- | ---------------- | -------------------------------------------- |
| Michael Jackson: The Experience | 23 november 2010 | Wii, Nintendo DS, PSP                        |
| Michael Jackson: The Experience | 12 april 2011    | PlayStation Move, PlayStation 3, Xbox Kinect |

## Andere spellen
- Michael Jackson's Moonwalker (1989-1991)
- Planet Michael (2012)